# School Food Punishment
School Food Punishment (Japans: スクール フード パニッシュメント, Hepburn: Sukūru Fūdo Panisshumento) was een Japanse rockband uit Tokio. Ze waren getekend bij Sony Music Japan's Epic Records Japan platenlabel voordat ze uit elkaar gingen in juni 2012. De songteksten van alle nummers van de band werden geschreven door leadzangeres en gitariste Yumi Uchimura.

## Geschiedenis
De band werd opgericht in oktober 2004 door Uchimura, en hun eerste live-optreden vond plaats in december van datzelfde jaar. In 2007 werd hun debuutalbum, School Food Is Good Food, uitgebracht. In 2008 werden hun beide nummers, "Feedback" en "Futari Umi no Soko" gebruikt als themalied voor het Japanse televisiedrama Joshidaisei Kaikeishi no Jikenbo, terwijl hun mini-album "Riff-rain" werd uitgebracht door Tower Records en in minder dan een week was uitverkocht. Ze traden ook op in talrijke live concerten, waaronder FM802, onderdeel van het Minami Wheel 2008 live evenement, en het J-Wave Live evenement, onderdeel van de Tokyo Real Eyes Live Supernova.
In 2009 tekenden ze bij hun eerste grote platenlabel, Sony Music Japan's Epic Records Japan. Hun debuut bij een groot platenlabel is "Futuristic Imagination", het eindthema van de Kenji Kamiyama anime-serie Eden of the East, uitgezonden op het hoog gewaardeerde noitaminA tijdslot op Fuji TV. Een van hun eerste projecten was een bijdrage aan Judy and Mary's 15th Anniversary Tribute Album, waarin ze het nummer "Brand New Wave Upper Ground" van de band coverden, waarbij hun optreden door bronnen als The Japan Times werd geprezen als het hoogtepunt van het album en als een evocatie van Judy and Mary's songwriting en muzikale waarden.
In 2012 kondigde de band aan dat ze voor een onbepaalde tijd uit elkaar zouden gaan. De band zei dat de beslissing kwam als gevolg van discussies tussen de vier leden.
Op 11 juni 2012 kondigde School Food Punishment aan dat ze uit elkaar waren gegaan omdat zangeres Yumi Uchimura de band had verlaten.
Na de ontbinding van School Food Punishment traden Yumi Uchimura, producer Ryo Eguchi en toergitarist Ritsuo Mitsui toe tot de band La La Larks die bekend staat als opvolger van School Food Punishment. In 2016 kregen Masayuki Hasuo en Hideaki Yamasaki een nieuwe zangeres Annabel en vormden ook de band Siraph.

## Bezetting

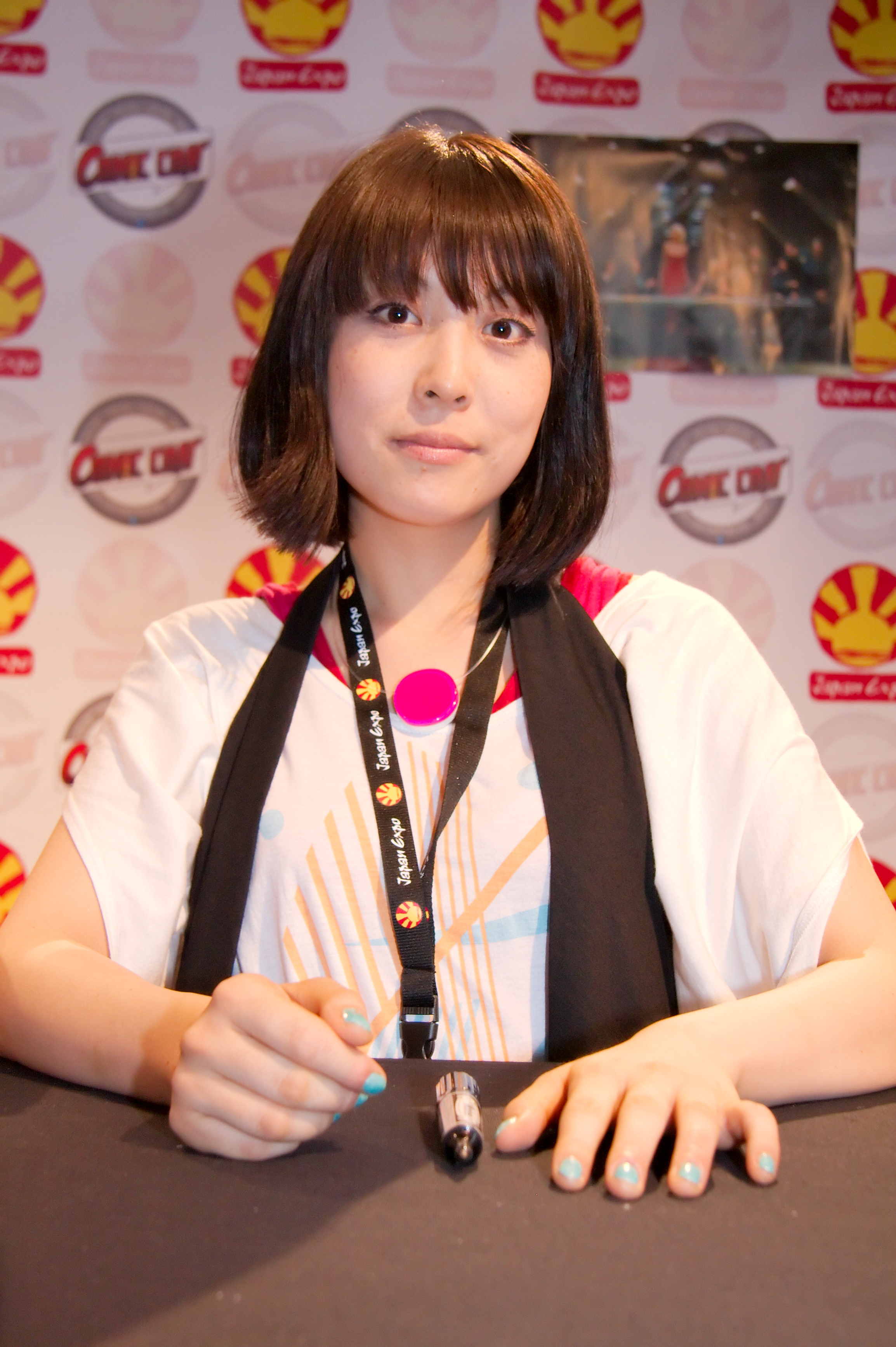
Yumi Uchimura

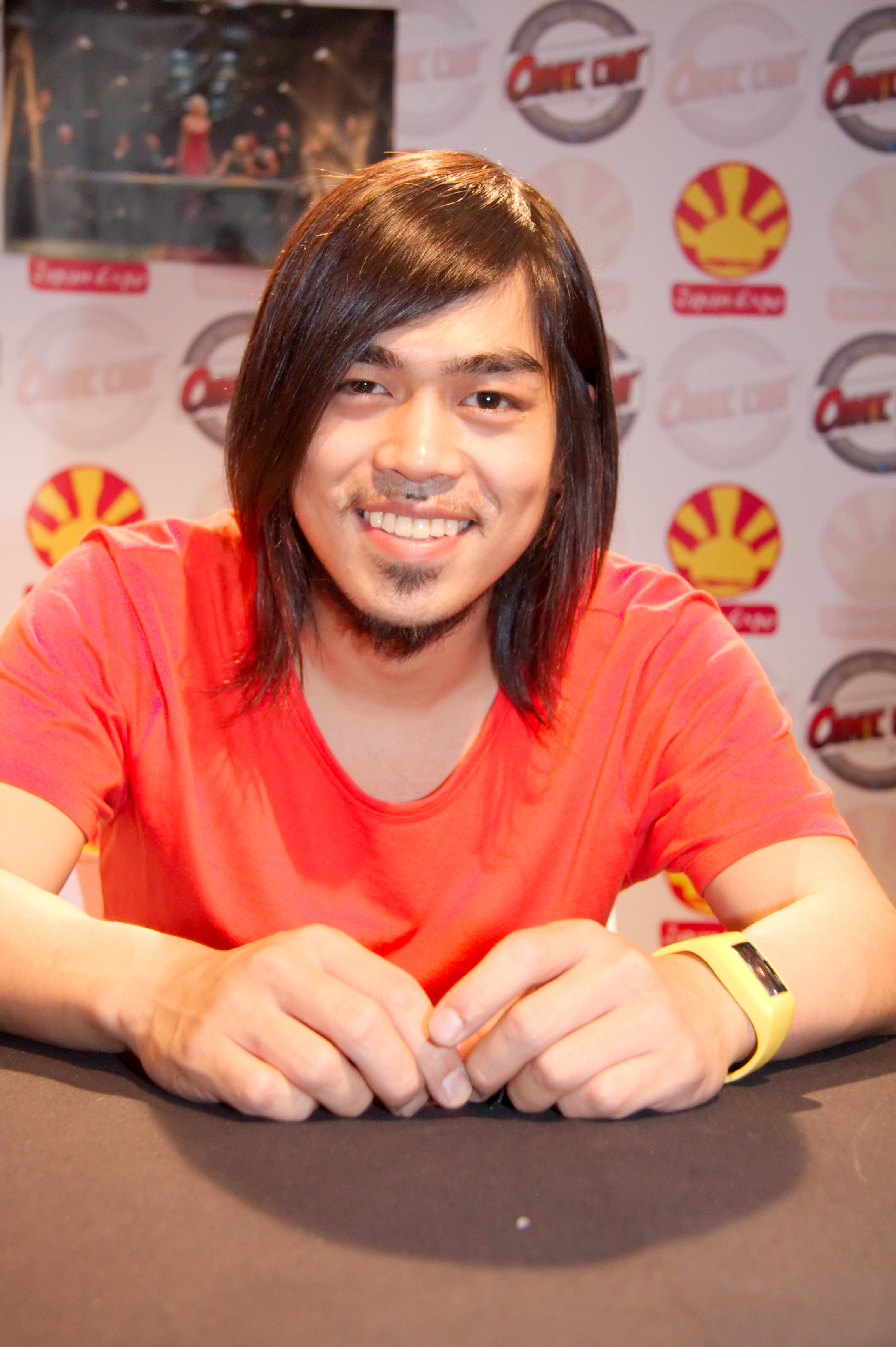
Masayuki Hasuo

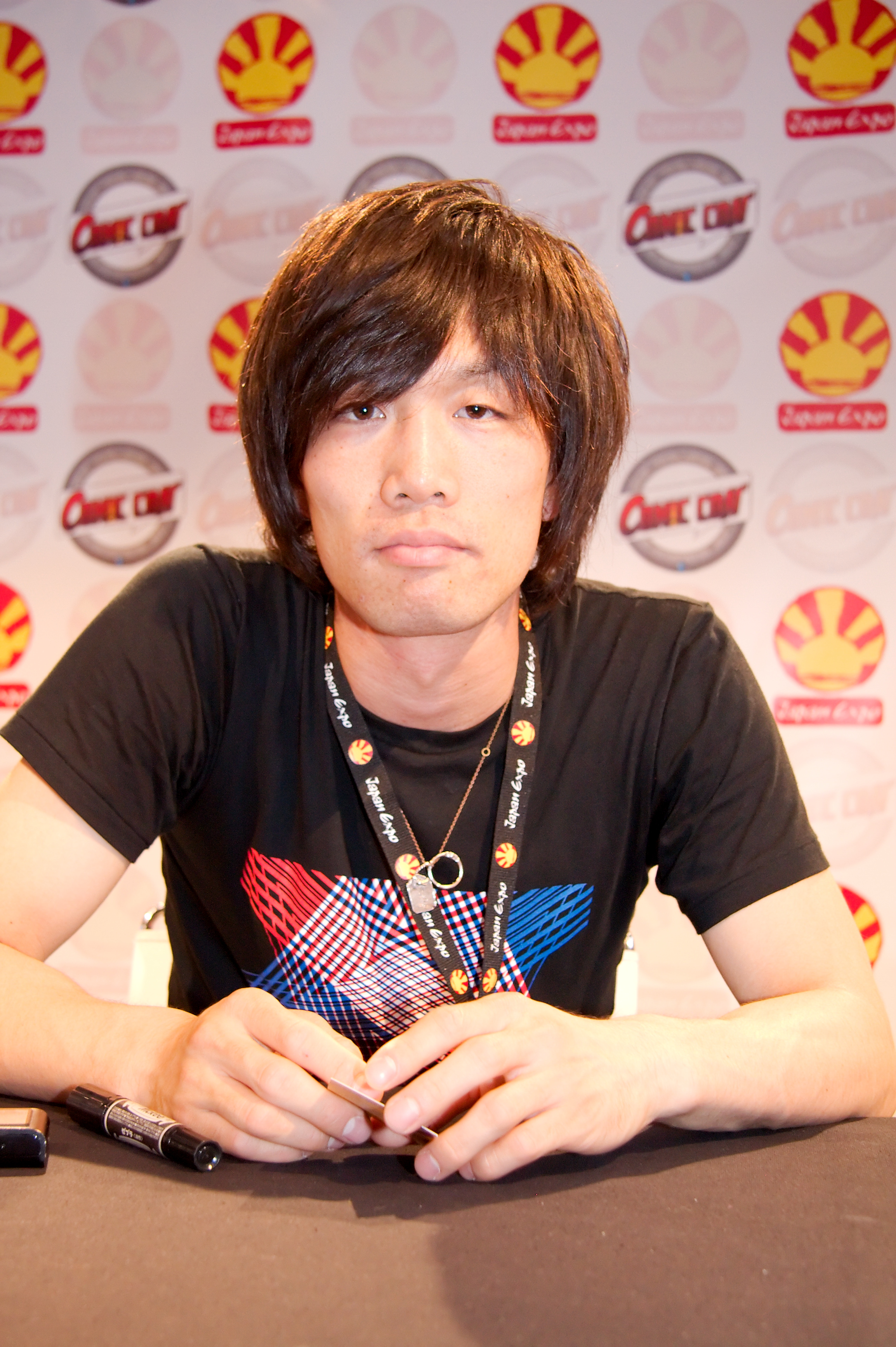
Hideaki Yamasaki

### Laatste leden
- Yumi Uchimura (geboren op 6 september 1983, uit Chiba)[8]
  - leadzang, gitaren, songwriter.
  - Oprichtster van de band.
- Masayuki Hasuo (geboren op 7 februari 1983, uit Niigata)
  - keys, orgel, elektrische piano, componist.
- Hideaki Yamasaki (geboren op 4 december 1974, uit Tottori) 
  - basgitaar, achtergrondzang, componist.
  - Hij kwam bij de band in 2008, na Scope (vertrok uit de band in 2002) en Watanabe (vertrok uit de band in 2004).
- Osamu Hidai (geboren op 24 november 1981, uit Kanagawa)
  - drums, componist.
  - Hij kwam bij de band in 2007. Aanvankelijk werkte hij bij twee verschillende bands, deze band en Current of Air (de band stopte in 2008).

### Oud leden
- Atsushi Ueda
  - basgitaar. Hij verliet de band in 2008.
- Katsuya Katano
  - drums. Hij verliet de band in 2007.

## Discografie

### Albums
| Jaar | Titel                    | Nummers    |
| ---- | ------------------------ | ---------- |
| 2007 | School Food Is Good Food | 7 nummers  |
| 2007 | Air Feel, Color Swim     | 9 nummers  |
| 2008 | Riff-rain                | 6 nummers  |
| 2010 | Amp-Reflection           | 13 nummers |
| 2011 | Prog-Roid                | 11 nummers |

### Singles
| Jaar | Titel                        |
| ---- | ---------------------------- |
| 2009 | Sea-Through Communication    |
| 2009 | Light Prayer                 |
| 2009 | Futuristic Imagination       |
| 2009 | Butterfly Swimmer            |
| 2010 | Future Nova / After Laughter |
| 2011 | How To Go                    |
| 2011 | RPG                          |